# 河合村 (三重県)
河合村（かわいむら）は三重県阿山郡にあった村。現在の伊賀市の北部、関西本線・佐那具駅の北東一帯、河合川下流域にあたる。

## 地理
- 河川：柘植川、河合川、鞆田川

## 歴史
- 1889年（明治22年）4月1日 - 町村制の施行により、馬田村・田中村・馬場村・川合村・石川村・波敷野村・千貝村・円徳院村の区域をもって阿拝郡河合村が発足。
- 1896年（明治29年）4月1日 - 所属郡が阿山郡に変更。
- 1954年（昭和29年）10月1日 - 玉滝村と合併して阿拝村が発足。同日河合村廃止。

## 交通

### 鉄道路線
村域を日本国有鉄道の関西本線が通過したが、駅は所在しなかった。

### 道路
- 国道25号